# Labramia boivinii
Labramia boivinii là một loài thực vật có hoa trong họ Hồng xiêm. Loài này được (Pierre) Aubrév. mô tả khoa học đầu tiên năm 1964.